# زكريا بن يحيى آل عياش
زَكَرِيّا بْنُ يَحْيَىٰ آلِ عَيَّاشٍ هو آخر أُمراء آل عياش، في عهده استولى على جزيرة أوال وأسقطَ إمارة بني الزجّاج وقَتل أميرها أبو البهلول العوام، سقطت إمارة بني العياش في عهده على يد عبد الله بن علي العيوني سنة 470 هـ.

### فِهرِس المراجع
1. ↑  المديرس (2002)، ص. 80.
2. ↑  المديرس (2002)، ص. 99.

### بَيانات المراجع
الكُتُب مُرتَّبة حَسب تاريخ النَّشر
- عبد الرحمن بن مديرس المديرس (2002). الدولة العُيُونيَّة في البَحْرَيْن: 469-636هـ/1076-1238م. الرياض: دارة الملك عبد العزيز. ISBN:9960-693-81-3. LCCN:2003346798. OCLC:52358413. OL:20126399M. QID:Q118072568.

| زكريا بن يحيى آل عياش |                         |         |
| سبقه يحيى بن العياش   | أُمراء آل عيّاش 1076-1077 | تبعه -- |